# IC 4050
IC 4050 је двојна звијезда у сазвјежђу Ловачки пси која се налази на листи објеката дубоког неба у Индекс каталогу.
Деклинација објекта је + 36° 44' 19" а ректасцензија 13h 0m 43,5s.